# Túpolev Tu-91
El Túpolev Tu-91 (designación OTAN: Boot) fue un avión de ataque embarcado soviético. Solo se construyó como prototipo y fue convertido en avión terrestre después de que la muerte de Iósif Stalin en 1953 provocara la cancelación de los portaviones que se estaban diseñando.

## Diseño y desarrollo
Tras el final de la Segunda Guerra Mundial, Stalin ordenó una agresiva expansión para contrarrestar la superioridad naval estadounidense. Solicitó construir buques de guerra extra y una flota de portaviones. Para equipar a los portaviones propuestos, la Aviación Naval Soviética requería un avión de ataque embarcado de largo alcance, capaz de atacar con bombas o torpedos. La Oficina de Diseño Túpolev se decidió por un avión turbohélice monomotor, designado Tu-91, para cubrir este requerimiento.
El Tu-91 era un monoplano de ala baja en diedro. Estaba propulsado por un motor Kuznetsov TV-2 montado en mitad del fuselaje, moviendo una hélice contrarrotativa de seis palas en el morro, a través de un largo eje. Los dos tripulantes se sentaban lado a lado en una cabina situada en el morro del avión, protegidos por placas de blindaje. Podía llevar una pesada carga de torpedos o bombas en soportes bajo el fuselaje y bajo las alas, y poseía un armamento de dos cañones en las raíces alares y dos más en una torreta de cola de control remoto.
Tras la muerte de Stalin en 1953, la planeada flota de portaviones fue cancelada, pero el desarrollo del Tu-91 continuó como avión terrestre, siendo revisado el diseño para eliminar el plegado de las alas y el gancho de parada. Voló por primera vez el 17 de mayo de 1955, mostrando unas excelentes prestaciones, con el resultado de ser aprobada la producción. Sin embargo, después de que el avión fuera ridiculizado por Nikita Jrushchov cuando inspeccionó el prototipo, el modelo fue cancelado.

## Especificaciones
Referencia datos: The Osprey Encyclopedia of Russian Aircraft 1875–1995.

### Características generales
- Tripulación: Dos (piloto y observador)
- Longitud: 17,7 m (58,1 ft)
- Envergadura: 16,4 m (53,8 ft)
- Altura: 5,1 m (16,6 ft)
- Superficie alar: 47,5 m² (511,3 ft²)
- Peso vacío: 8000 kg (17 632 lb)
- Peso máximo al despegue: 14 400 kg (31 737,6 lb)
- Planta motriz: 1× turbohélice Kuznetsov TV-2M.
- Hélices: Contrarrotativa de seis palas

### Rendimiento
- Velocidad máxima operativa (Vno): 800 km/h (497 MPH; 432 kt)
- Velocidad crucero (Vc): 250-300 km/h (160-190 mph, 130-160 kn)
- Alcance: 2350 km (1269 nmi; 1460 mi)
- Techo de vuelo: 11 000 m (36 089 ft)

### Armamento
- Cañones: 

  - 2x Nudelman-Rikhter NR-23 de 23 mm con 100 disparos c/u en las raíces alares
  - 2x Nudelman-Rikhter NR-23 de 23 mm en una barbeta de cola DK-15 controlada remotamente
- Otros: Hasta 1500 kg de bombas, cohetes o un solo torpedo

## Aeronaves relacionadas

### Aeronaves similares
- Douglas A2D Skyshark
- Breguet Alizé
- Fairey Gannet
- Short Seamew

### Secuencias de designación
- Secuencia Tu-_ (interna de Túpolev): ← Tu-80 - Tu-82 - Tu-85 - Tu-91 - Tu-94 - Tu-95LAL - Tu-96 →